# بريمية مايوتية
بريمية مايوتية (الاسم العلمي:Leptospira mayottensis) هي نوع من البكتيريا تتبع جنس البريمية من فصيلة نظيرات البريمية.